# 1991 NL
1991 NL är en asteroid i huvudbältet som upptäcktes den 8 juli 1991 av den amerikanska astronomen Eleanor F. Helin vid Palomarobservatoriet.
Asteroiden har en diameter på ungefär 5 kilometer.